# Blenniella
Genre
Blenniella est un genre de poissons marins qui regroupe plusieurs espèces de la famille des Blenniidae.

## Liste des espèces
Selon World Register of Marine Species (15 avril 2016) :
- Blenniella bilitonensis (Bleeker, 1858)
- Blenniella caudolineata (Günther, 1877)
- Blenniella chrysospilos (Bleeker, 1857)
- Blenniella cyanostigma (Bleeker, 1849)
- Blenniella gibbifrons (Quoy & Gaimard, 1824)
- Blenniella interrupta (Bleeker, 1857)
- Blenniella leopardus (Fowler, 1904)
- Blenniella paula (Bryan & Herre, 1903)
- Blenniella periophthalmus (Valenciennes, 1836)

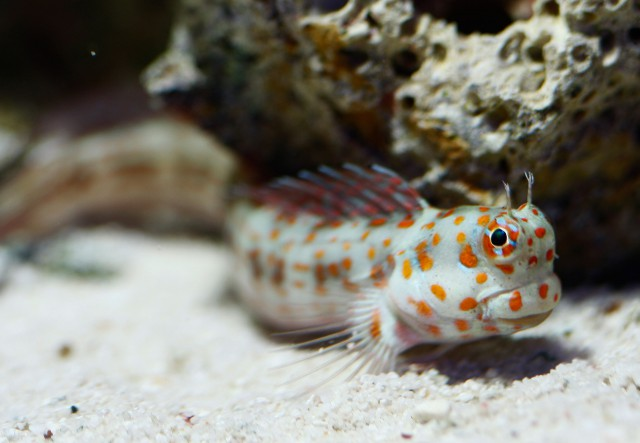
Blenniella chrysospilos
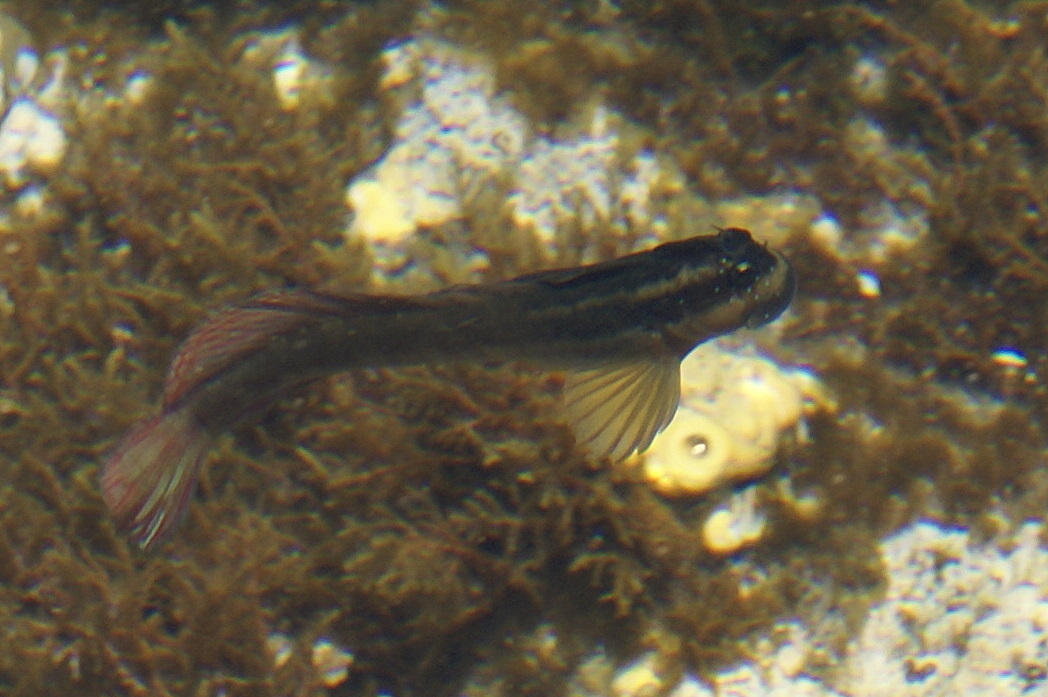
Blenniella cyanostigma
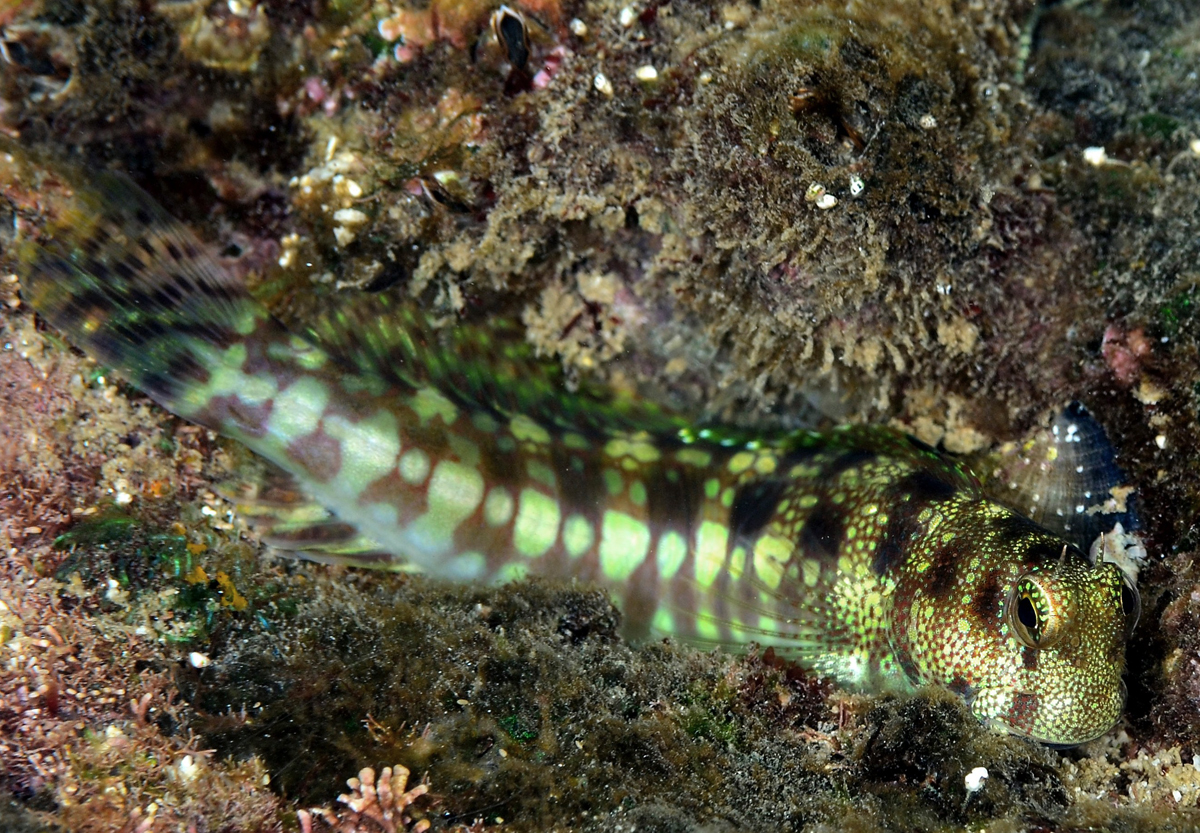
Blenniella gibbifrons
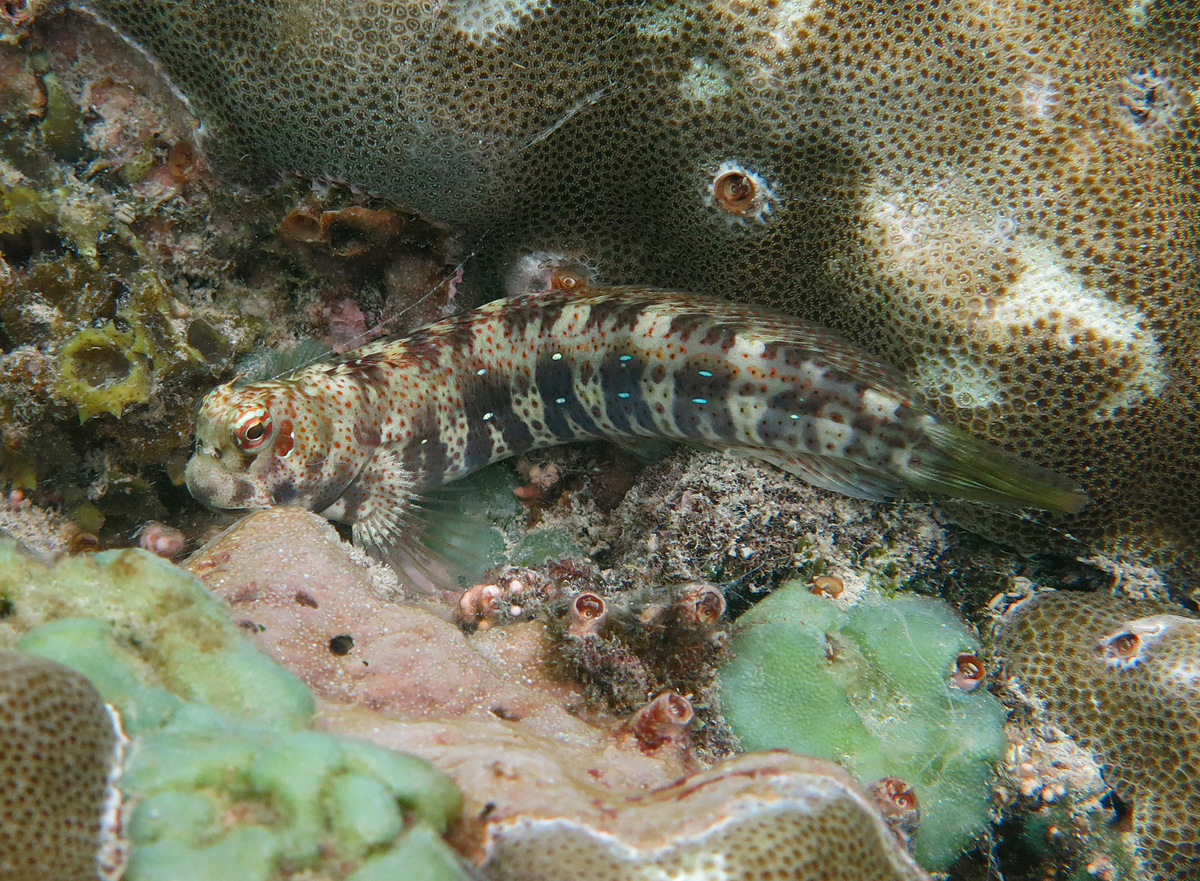
Blenniella periophthalmus